# Championnats d'Europe de taekwondo 2004
Navigation
Édition précédente Édition suivante
Les championnats d'Europe de taekwondo 2004 ont été organisés du 2 au 5 mai 2004 à Lillehammer, en Norvège. Il s'agissait de la quinzième édition des championnats d'Europe de taekwondo.